# Rai 5
Rai 5 est une chaîne semi-généraliste italienne appartenant au groupe audiovisuel public Rai.

## Histoire
La chaine fut diffusée pour la première fois le 26 novembre 2010, lors du passage à la télévision numérique terrestre en Lombardie. Elle remplace ainsi Rai Extra.

## Identité visuelle

Logo de Rai Sat Extra du 31 juillet 2003 au 18 mai 2010
Logo de Rai Extra du 18 mai au 26 novembre 2010
Logo de Rai 5 du 26 novembre 2010 au 10 avril 2017
Logo de Rai 5 depuis le 10 avril 2017

## Organisation
- Pasquale D'Alessandro (depuis le 26 novembre 2010)

## Programmation
La programmation de Rai 5 est axée sur les divertissements, les documentaires et les reportages.